# دنبوویتس (شهرستان چیشن)
دنبوویتس (به لهستانی:  Dębowiec) یک روستا در لهستان است که در گمینا دنبوویتس (استان سیلسیان) واقع شده‌است. دنبوویتس ۱۳٫۱۷ کیلومتر مربع مساحت و ۱٬۷۷۲ نفر جمعیت دارد.